# Vincenzo Vannutelli
Vincenzo Vannutelli (5 de diciembre de 1836 - 9 de julio de 1930) fue un prelado italiano de la Iglesia católica romana. Pasó su carrera en el servicio exterior de la Santa Sede y fue nombrado cardenal en 1890.
A su muerte era el miembro de mayor edad del Colegio Cardenalicio, el último cardenal superviviente elevado a ese rango durante el siglo XIX y el penúltimo cardenal superviviente nombrado por el Papa León XIII.
Su hermano mayor Serafino (1834-1915) también fue cardenal.

## Biografía
Vincenzo Vannutelli nació en Genazzano, diócesis de Palestrina, Lacio. Estudió en el Collegium Capranica y en la Pontificia Universidad Gregoriana. Fue ordenado sacerdote el 23 de diciembre de 1860 y pasó varios años como miembro de la facultad del seminario.
La mayor parte de su carrera temprana la desarrolló en puestos romanos y extranjeros de la Secretaría de Estado (Vaticano), a excepción de dos años a partir de 1878, cuando fue auditor de la Rota Romana.
El 23 de enero de 1880 fue nombrado arzobispo titular de Sardes y Delegado Apostólico en el Imperio Otomano. Fue consagrado obispo el 2 de febrero de 1880 por el cardenal Giovanni Simeoni.
En diciembre de 1889 el papa León XIII lo nombró cardenal «in pectore», es decir, en secreto. Su nombramiento fue anunciado públicamente en un consistorio papal de 1890, donde fue nombrado cardenal presbítero de San Silvestre in Capite.
Sucedió a su hermano Serafino como Decano del Colegio Cardenalicio en 1915. Desde este puesto, en 1923 dijo de Mussolini que «por su energía y devoción al país fue elegido para salvar a la nación y restaurar su fortuna»; estas palabras causaron revuelo en la Italia, y fueron interpretadas dentro y fuera del país como una aprobación del Vaticano al régimen fascista.
Murió en Roma el 9 de julio de 1930.

## Honores
- 1878: Gran Cordón de la Orden de Leopoldo[5]